# Fallotaspididae
Die Fallotaspididae, manchmal auch Fallotaspidae, sind eine der fünf Familien innerhalb der Trilobitenüberfamilie der Fallotaspidoidea. Sie erschienen im Unterkambrium zum ersten Mal im Fossilbericht und stellen mit Profallotaspis jakutensis eine der vier ältesten bekannten Trilobitenarten.

## Etymologie
Die Fallotaspididae wurden nach dem Taxon Fallotaspis benannt, mit dem der französische Paläontologe Paul Fallot (1889–1960) geehrt wurde. Aspis leitet sich ab vom Griechischen άσπίς für „Schild“. Die Fallotaspididen wurden von Pierre Hupé 1953 zum ersten Mal wissenschaftlich beschrieben.

## Verbreitung und Vorkommen
Das Erscheinen von Profallotaspis jakutensis definiert den Beginn der Zweiten Stufe (Dritte Serie) des Kambriums in Sibirien, das Taxon war in der Pestrotsvet-Formation auf der südöstlichen Sibirischen Tafel gefunden worden.
Die Fallotaspididae starben noch vor Einsetzen der Vierten Serie wieder aus. Letzter Fallotaspidide war Parafallotaspis grata aus der Sekwi-Formation im Nordwesten Kanadas.
Die Fallotaspididae finden sich in Baltica (Polen, Schweden), in Laurentia (Nordwesten Kanadas, Südwesten der Vereinigten Staaten), in Marokko und in Sibirien.

## Stratigraphie
Nach Fallotaspididae wurden folgende biostratigraphische Trilobitenzonen benannt:
In Laurentia:
- Fallotaspis-Zone

In Sibirien (geordnet von jung nach alt):
- Fallotaspis-Zone bzw. Repinaella-Zone
- Profallotaspis-Zone

## Entwicklungsgeschichte
Als eine der ursprünglichsten Trilobitenfamilien nehmen die Fallotaspididae eine zentrale Stellung in der phylogenetischen Entwicklung der Trilobiten ein. Laut Jell (2003) spalteten sich aus ihnen vier Seitenzweige ab, die folgende Trilobitengruppierungen entstehen ließen:
- Corynexochidae, Familie der Corynexochida
- Ellipsocephaloidea, eine Überfamilie der Ptychopariida. Aus ihnen spalteten sich dann später noch die Agnostina ab.
- Redlichiidae, Familie der Redlichiida
- Yunnanocephalus, Taxon der Yunnanocephalidae, eine Familie der Ptychopariida.

Demzufolge entwickelten sich aus den Fallotaspididen direkt oder indirekt Vertreter aller im Kambrium auftretenden Trilobitenordnungen: Agnostina, Corynexochida, Ptychopariida und Redlichiida.

## Systematik

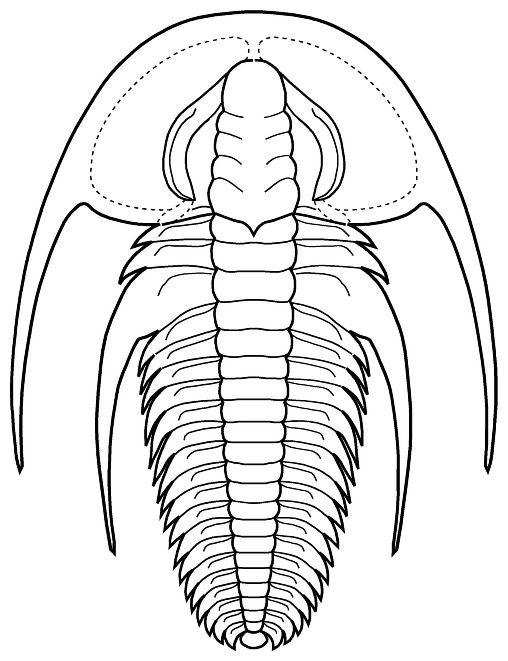
Fallotaspis longa

Die Familie der Fallotaspididae umfasst folgende Gattungen:
- Choubertella
- Daguinaspis
- Eofallotaspis
- Fallotaspis
- Lenallina
- Parafallotaspis
- Pelmanaspis
- Profallotaspis
- Repinaella
- Wolynaspis